# 普拉·尼古拉·普拉
普拉阿里·图伊特莱帕加·尤里·尼古拉·普拉（1955年12月31日—）是美属萨摩亚政治人物，现任美属萨摩亚总督。他参加了2024年美属萨摩亚总督选举，并在决选中击败了现任总督莱马努·佩莱蒂·毛加。此前他曾于1993年至2022年间在岛屿事务办公室任职，并于2002年至2022年担任岛屿事务办公室主任。

## 早年生活及教育
普拉出生于美属萨摩亚，是家中12个孩子中最小的一个，他的父亲是美属萨摩亚第一任教育局长。他在乌图雷村长大，就读于乌图雷小学。后来他进入马里斯特兄弟高中就读并于1974年毕业，还成为班级毕业生代表。随后他前往美国本土继续深造，就读于加利福尼亚州曼隆学院。他还曾在犹他州杨百翰大学学习，并于1978年在萨摩亚执行传教任务，后来返回美国并在弗吉尼亚州乔治梅森大学完成学业。

## 政治生涯
完成学业后，普拉曾在美属萨摩亚议会（领地立法机构）的参考局工作过一段时间。他于1981年迁往华盛顿特区，担任夏威夷州联邦参议员丹尼爾·井上的特别助理。他与井上共事11年，之后加入美属萨摩亚国会代表法福·约瑟法·菲蒂·苏尼亚的办公团队。普拉还担任美国参议院警卫官助理，并担任美国众议院公共工程和交通小组委员会的参谋主任。
普拉于1993年8月加入美国内政部，任职于岛屿事务办公室。他于1993年至2000年担任政策主管，并于1999年至2002年担任岛屿事务办公室代理主任。他于2002年获任岛屿事务办公室主任，成为第一位担任此职位的萨摩亚人。在此期间，他担任美国全部五个领地中的四个以及三个自由联系国的行政部门联络人，负责“有关岛屿事务和联邦活动监督的一般政策”。他还曾担任美国-密克罗尼西亚联邦联合经济管理委员会主席、密克罗尼西亚联邦和马歇尔信托基金委员会主席、美国-马绍尔群岛联合经济管理和财务问责委员会主席。
普拉于2009年担任岛屿事务代理助理部长九个月，并于2014年第二次担任该职务。在批评总统乔·拜登提名卡门·G·坎托为岛屿事务助理部长后，他于2022年辞去岛屿事务代理助理部长一职。
2024年3月，普拉宣布参加2024年美属萨摩亚总督选举。他选择小普鲁·艾·艾作为他的竞选搭档，并在大选中与现任总督莱马努·佩莱蒂·毛加对决。在选举中普拉获得了42.4%的得票率，而毛加获得了36.2%的得票率，双方得票数为4,284票对3,660票。由于两位候选人均未获得过半多数票，双方进行了决选。两周后，普拉在决选中以59.8%的得票率击败了毛加。

## 个人生活
普拉与乔治城大学护理学教授洛伊丝·埃伦·普拉博士结婚，这对夫妇共育有六个孩子。截至2023年，他们共有22个孙辈。

## 选举历史
| 候选人                       | 选举搭档                              | 第一轮 | 第一轮 | 第二轮 | 第二轮 |
| 候选人                       | 选举搭档                              | 得票数 | %      | 得票数 | %      |
| ---------------------------- | ------------------------------------- | ------ | ------ | ------ | ------ |
| 普拉·尼古拉·普拉             | 小普鲁·艾·艾                          | 4,284  | 42.4%  | 5,846  | 59.8%  |
| 莱马努·佩莱蒂·毛加（现任）   | 拉普伊·塔劳埃加·埃莱萨奥·阿莱（现任） | 3,660  | 36.2%  | 3,925  | 40.2%  |
| 瓦伊陶托鲁·塔利亚·伊奥卢阿洛 | 梅福·玛丽·陶菲蒂                      | 2,169  | 21.4%  |        |        |